# Scabricola
Scabricola is een geslacht van weekdieren uit de klasse van de Gastropoda (slakken).

## Soorten
- Scabricola alabaster (Sowerby, 1900)
- Scabricola barrywilsoni (J. Cate, 1968)
- Scabricola biconica Bozzetti, 2011
- Scabricola caerulea (Reeve, 1844)
- Scabricola casta (Gmelin, 1791)
- Scabricola condei Guillot de Suduiraut, 2001
- Scabricola coriacea (Reeve, 1845)
- Scabricola dampierensis Salisbury & Heinicke, 1998
- Scabricola desetangsii (Kiener, 1838)
- Scabricola eximia (A. Adams, 1853)
- Scabricola fissurata (Lamarck, 1811)
- Scabricola fusca (Swainson, 1824)
- Scabricola gorii Turner, 2007
- Scabricola ivanmarrowi Marrow, 2016
- Scabricola lavoisieri Guillot de Suduiraut, 2002
- Scabricola mariae (A. Adams, 1853)
- Scabricola martini Poppe & Tagaro, 2006
- Scabricola newcombii (Pease, 1869)
- Scabricola ocellata (Swainson, 1831)
- Scabricola padangensis (Thiele, 1925)
- Scabricola parkinsoni Salisbury & Wolff, 2005
- Scabricola petiti Poppe & Tagaro, 2006
- Scabricola potensis (Montrouzier, 1858)
- Scabricola splendidula Salisbury & Guillot de Suduiraut, 2003
- Scabricola variegata (Gmelin, 1791)
- Scabricola vicdani Cernohorsky, 1981